# سي إف جي بنك
سي إف جي بنك (بالفرنسية: CFG Bank)‏ هو بنك مغربي.

## التاريخ
| التاريخ | الحدث المميز |
| ------- | --- |
| 1992    | تم تأسيس المجموعة المالية في الدار البيضاء والتي كانت لها أزيد من 20 سنة من الخبرة في مجالات الأعمال المصرفية والتمويل التجاري، سوق المال، محفظة إدارة فينشر كابيتال بنك الادخار وما إلى ذلك ... |
| 1998    | اعتماد المجموعة المالية في الدار البيضاء على الأسواق المالية التابعة لمجموعة سي إف جي |
| 2001    | إطلاق دار التوفير، والتي تُقدم للزبائن من المستثمرين خبرة مستشاري الاستثمار لإدارة التراث. |
| 2005    | إطلاق موقع بورصة على الانترنت في المغرب العربي وأفريقيا والشرق الأوسط |
| 2012    | موافقة بنك المغرب على الاندماج مع شرط الاستحواذ على كافة الأسواق المالية والتحول من مجموعة سي إف إم (CFM) إلى مجموعة سي إف جي (CFG)                                                              |
| 2015    | المجموعة سي إف جي أصبحت بنك سي إف جي |

## العلامة التجارية
قصد التحول إلى بنك عالمي، تم تغيير اسم مجموعة سي إف جي إلى بنك سي إف جي مع الحفاظ على العلامة التجارية الشهيرة، والتي تُعرف في أكثر من دولة.

## الصفقات
منذ تأسيس بنك سي إف جي وهو يقوم بمجموعة من الصفقات التي جعلته رائدا في الخدمات البنكية في المغرب.

### بنك التجزئة
قام بنك سي إف جي بالاستيلاء على صفقة بنك التجزئة؛ وحاول جعله بنكا كبيرا أو على الأقل بنكا صاعدا من خلال استعمال أفضل التقنيات.
وعد بنك سي إف جي بتطوير البنك وتأسيسه على قيم ومبادئ قصد تقديم خدمة في المستوى لجميع العملاء الذين يبحثون عن تجربة مصرفية جديدة.
اختار بنك سي إف مسارا متعدد الخدمات؛ مما يعني إن خدماته يُمكن الوصول إليها من قبل الجميع وفي أي وقت، وقد أصبح هذا ممكنا لا سيما بفضل ماكينة الصراف الآلي (ATM) من أحدث جيل والمتوفرة 24 ساعة على 24، كما يسمح للعملاء بإيداع الودائع النقدية والشيكات. أما مكاتب البنك فهي مفتوحة بشكل مستمر من الساعة الثامنة صباحا حتى السابعة مساء لتناسب توقيت العملاء والزبائن.
نظام البنك له ميزة تنظيم الاتصالات بين مختلف الفروع وبالتالي فإن العميل يُمكنه إتمام صفقة ما عن طريق الهاتف، كما يُمكنه تتبع تقدم الصفقة عن طريق خدمة العملاء على شبكة الإنترنت والتأكد منها في الوكالة إذا لزم الأمر.

## تمويل الشركات
يقوم البنك بتمويل مجموعة من الشركات خاصة تلك الراغبة في مجال الاندماج أو الاستحواذ أو التمويل عن طريق اللجوء إلى أسواق رأس المال.
إدارة «تمويل الشركات» حققت منذ عام 1994 على حساب الدولة أو الشركات الخاصة عدة عشرات عمليات في الاندماج والاستحواذ، كما أن الخصخصة والاكتتاب في إصدار أسهم أو سندات في شكل الطرح العام أو الخاص يزيد من أرباح البنك، وقد حقق في فترة تسعينيات القرن الماضي أرباحا كبيرة.

### أسواق رأس المال
ينشط البنك في مجال سوق رأس المال بشكل كبير كما ينشط في مجال أسعار الأسهم، حيث يهدف إلى زيادة الخبرات في مجال الأعمال، وهناك قسم بحوث يهتم بأسواق السندات والأسهم. وفي هذا الصدد؛ ينشر البنك 50 بحثا سنويا باللغتين الفرنسية والإنجليزية.

### إدارة المحافظ
يقوم البنك بمجموعة من الأنشطة الرئيسية في إدارة UCITS بالإضافة إلى توفير صندوق للعملاء من المؤسسات والشركات وكذلك عملاء القطاع الخاص والأفراد.
أداء بنك سي إف جي في هذا المجال معترف به، وقد تمكن من الحصول على العديد من الجوائز منذ عام 2005.

## الملاحظات والمراجع
1. ↑  "Casablanca Finance Group". www.linkfinance.fr (بالفرنسية). Archived from the original on 2020-08-10. Retrieved 2017-10-03.

## رابط خارجي
- الموقع الرسمي للبنك